# Пщонув
Пщонув (пол. Pszczonów) — село в Польщі, у гміні Макув Скерневицького повіту Лодзинського воєводства.
Населення — 452 особи (2011).
У 1975-1998 роках село належало до Скерневицького воєводства.

## Демографія
Демографічна структура станом на 31 березня 2011 року:
|          | Загалом | Допрацездатний вік | Працездатний вік | Постпрацездатний вік |
| -------- | ------- | ------------------ | ---------------- | -------------------- |
| Чоловіки | 226     | 49                 | 149              | 28                   |
| Жінки    | 226     | 30                 | 136              | 60                   |
| Разом    | 452     | 79                 | 285              | 88                   |